# Абдульманов, Гумер Мугаллямович
Гумер Мугаллямович Абдульманов (15 декабря 1929 — 30 октября 2020) — советский певец, заслуженный артист БАССР (1989), кавалер ордена Салавата Юлаева (2020).

## Биография
Абдульманов Гумер Мугаллямович родился 15 декабря 1929 года в селе Чукраклы Чишминского района Республики Башкортостан (ранее — Уфимский кантон БАССР)
В 1951 году окончил Башкирское театрально-художественное училище.
С 1955 года — сотрудник Комитета по радиовещанию и телевидению при Совете Министров БАССР.
С 1959 года — сотрудник Министерства культуры БАССР и одновременно преподавал в Башкирском республиканском культурно-просветительском училище в городе Стерлитамак.
С 1964 работал солистом Башкирской филармонии.
В 1969—1992 годы — директор Башкирского отделения Музыкального фонда Союза Композиторов Российской Федерации.
В 1989 году Абдульманову присвоено звание заслуженного артиста Башкирской АССР.
В 2020 году награжден орденом Салавата Юлаева.
Скончался 30 октября 2020 года на 91-м году жизни в Уфе.

## Творчество
Исполнительская манера Гумера Абдульманова отличается простотой и задушевностью. В его репертуаре башкирские народные песни, такие как «Гайса-ахун», «Салимакай», «Сибай», «Урал», вокальные сочинения Х. Ф. Ахметова , З. Г. Исмагилова , Т. Ш. Каримова , Р. А. Муртазина, Р. Х. Сахаутдиновой. Первый исполнитель лирических песен Ф. Ахметова, Р. М. Хасанова, Т. М. Шарипова. Гастролировал по СССР.